# 三道桥镇
三道桥镇，是中华人民共和国内蒙古自治区巴彦淖尔市杭锦后旗下辖的一个乡镇级行政单位。

## 行政区划
三道桥镇下辖以下地区：
三道桥镇社区、顺利村、热水村、黎一村、和平村、澄泥村、永进村、长庆村和胜利村。